# 松平定休
松平 定休（まつだいら さだやす）は、江戸時代中期から後期の大名。伊予国今治藩の第6代藩主。定房系久松松平家6代。官位は従五位下・内膳正、河内守。

## 生涯
宝暦2年（1752年）7月25日、第5代藩主・松平定郷の長男・定温の長男として誕生。父が宝暦12年（1762年）4月11日に早世し、祖父も宝暦13年（1763年）4月19日に死去したため、同年6月14日に嫡孫承祖して家督を継ぐ。
明和3年（1766年）12月に従五位下、内膳正に叙任、後に河内守に遷任した。藩政においては明和5年（1768年）に後堀新田、寛政元年（1789年）に向掘新田など、新田開発を行なって農業生産の安定化に努めた。寛政2年（1790年）4月5日、長男・定剛に家督を譲って隠居した。
文政3年（1820年）7月7日に死去した。享年69。

## 系譜
- 父：松平定温（1724-1762）
- 母：岡 - 側室
- 正室：常 - 松平定静の娘
- 生母不明の子女
  - 長男：松平定剛（1771-1843）
  - 男子：松平金之丞
  - 男子：松平定規
  - 男子：松平定亨
  - 男子：跡部良貞
  - 六男：池田政行（1788-1819）
  - 男子：松平筍次郎
  - 男子：弓気多正明
  - 男子：松平釿次郎
  - 女子：衛 - 脇坂安董室
  - 女子：浜 - 戸田氏倚後室
  - 女子：熊
  - 女子：銀 - 板倉勝官室
  - 女子：歌
  - 女子：勝 - 天野昌凭室、のち近藤用温室
  - 女子：村
  - 女子：民 - 服部正邁室
  - 女子：錦
  - 女子：鋭 - 岡部豊矩室